# Helemaal Haandrikman
Helemaal Haandrikman was een radioprogramma op de Nederlandse radiozender NPO Radio 2. Het programma werd van maandag tot en met vrijdag tussen 18:00 en 20:00 uur uitgezonden door de publieke omroep KRO-NCRV. Helemaal Haandrikman werd gepresenteerd door Bert Haandrikman. Vaste invaller was Jasper de Vries.
Het programma was van 18 augustus 2014 tot en met 23 december 2016 opgenomen in de weekprogrammering van NPO Radio 2. Daarvoor was het programma alleen in het weekeinde te horen. De weekeinde versie van het programma werd alleen door de KRO uitgezonden.
Helemaal Haandrikman presenteerde zich als een interactief radioprogramma. Luisteraars konden bijvoorbeeld suggesties indienen voor nummers aan de hand van actuele nieuwsfeiten.
Ook konden luisteraars in de rubriek 'Winnen of weggeven' kaarten winnen voor concerten en weggeven aan andere luisteraars die zich hadden opgegeven om kaarten te winnen.

## Vaste onderdelen
Het programma kende enkele vaste onderdelen:
- Helemaal vergeten - In dit onderdeel worden hits ten gehore gebracht die al lang niet meer te horen zijn geweest en dus vergeten hits zijn.
- Bert's jarige vrienden - Bert belt een van zijn Facebook-vrienden op om hem te feliciteren met zijn/haar verjaardag.

Aan De Slag! · Afslag Thunder Road · Aje Tho! · Annemiekes A-lunch · Blokhuis · Bureau De Wilt · Bureau Kijk in de Vegte · Corné Klijns Soul Sensations · De Staat van Stasse · De Wild in de Middag · Echt Jasper · Funky Frank's · Giel ·Gijs 2.4 · Grand Café Kranenbarg · Helemaal Haandrikman · Het Platenpaleis · Hey JP! · Holy Hits · Jan-Willem Start Op! · Licence 2 Chill · Mega Album Top 50 · Motel De Wilt · Musical Moods · Muziekcafé · On the Beat · One Night Stenders · Het oor wil ook wat · Paul! · Rabbering Laat · Rarmarmar · RickvanV doet 2 · Rinkeldekinkel · Schiffers.fm · SHAY! · Simone's Songlines · Soul Night met One'sy · Spijkers met koppen · Thank God It's Sunday · The Best of 2night · The Big Frank Show · Thijs · Tijd voor Twee · Van Inkels Choice · Verrukkelijke 15 ·  VrijZaZo Show · Vroeg op Frank · 't Wordt Nu Laat · WILDGROEI · Wout2Day · Yora en Sander, Sander en Yora